# Team Ninja
Team Ninja (in giapponese チ―ム忍者) è un gruppo di sviluppatori di videogiochi giapponese, fondato nel 1995 da Tomonobu Itagaki all'interno della Tecmo, famoso per lo sviluppo delle serie Dead or Alive, Ninja Gaiden e Nioh. Nel 2013, in seguito all'unione Koei Tecmo, è stato riorganizzato in due divisioni: l'Ichigaya Development Group 1 con a capo Hayashi e l'Ichigaya Development Group 2 con a capo Keisuke Kikuchi.

## Storia

### Fondazione
Team Ninja nacque nel 1995 all'interno dell'azienda videoludica Tecmo, per opera di Tomonobu Itagaki. Il gruppo lavorò inizialmente ad un nuovo progetto, concretizzato poi nella serie picchiaduro Dead or Alive, con il primo capitolo pubblicato nel 1996.
Per tutta l'era Itagaki, dal 1995 al 2008, lo studio si è focalizzato sullo sviluppo di altri videogiochi della serie Dead or Alive e sulla serie sportiva spin-off Dead or Alive Xtreme. A partire dal 2004 il Team Ninja ha avviato un reboot della serie Ninja Gaiden, sviluppata e distribuita dalla Tecmo dal 1988 al 1992, curando interamente lo sviluppo e creando un universo condiviso con Dead or Alive.

### Abbandono di Itagaki

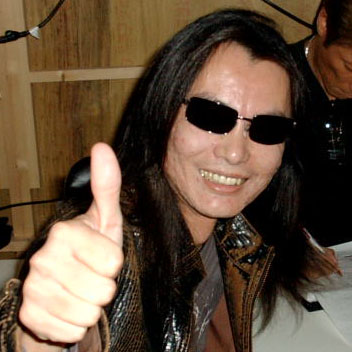
Tomonobu Itagaki

Nel 2008, dopo la pubblicazione di Ninja Gaiden Dragon Sword e pochi giorni prima di quella di Ninja Gaiden 2, Tomonobu Itagaki annunciò le proprie dimissioni, denunciando la Tecmo per dei bonus lavorativi mai retribuiti. Diversi colleghi lo hanno seguito, fondando una nuova casa di sviluppo, i Valhalla Game Studios. Yōsuke Hayashi, già programmatore del team, ne ha preso il controllo poco dopo. La nuova politica interna ha portato allo sviluppo di diversi porting e remake, creando videogiochi per PlayStation 3, PlayStation Portable, PlayStation Vita, Wii U, Nintendo DS e 3DS, venendo così a meno all'esclusività Xbox e Xbox 360 dell'era Itagaki. D'altra parte, i due progetti portati avanti da Itagaki, Dead or Alive Code: Cronus e Project Progressive, sono stati abbandonati.
Sempre nel 2008, in seguito alle difficoltà economiche della Tecmo, iniziò l'iter per l'unione legale dell'azione con la Koei, dopo aver rifiutato l'offerta della Square Enix. L'anno successivo fu fondata la Koei Tecmo Holdings per la gestione di diverse aziende videoludiche ed informatiche, e nel 2010 la Tecmo e la Koei furono riorganizzate definitivamente nella Koei Tecmo Games.
Nel 2009 è stato pubblicato Ninja Gaiden Sigma 2 per PlayStation 3, remake di Ninja Gaiden 2 e nel 2010 Metroid: Other M, nato dalla collaborazione con la Nintendo. Metroid: Other M, pubblicato per Wii, è stato sviluppato insieme al Nintendo SPD.

### Rilancio diNinja GaideneDead or Alive
I primi videogiochi sviluppati da Hayashi sono stati Dead or Alive Paradise del 2010, porting per PlayStation Portable di Dead or Alive Xtreme 2 e Dead or Alive Dimensions del 2011, spin-off della serie che narra nuovamente la trama da Dead or Alive a Dead or Alive 4. Il primo videogioco è stata recepito negativamente dalla critica, mentre il secondo ha ottenuto un buon successo, anche se entrambi sono stati oggetto di controversie sulla sessualizzazione del personaggi femminili.
Nel 2012 sono stati pubblicati Ninja Gaiden 3 e Dead or Alive 5, titoli principali delle relative serie. Entrambi i titoli hanno apportato diverse modifiche con lo scopo di innovare la serie: per Ninja Gaiden si è optato per una storia più realista e meno fantasy, incentrata sullo sviluppo psicologico del protagonista e su avversari umani piuttosto che mostri; Dead or Alive 5 ha visto un aggiornamento grafico verso uno stile più realistico per i personaggi e un gameplay più interattivo e con speciali sequenze animate, oltre che una collaborazione con Virtua Fighter della SEGA.
Nello stesso anno sono stati pubblicati i port Ninja Gaiden Sigma Plus per PlayStation Vita e Ninja Gaiden 3: Razor's Edge per Wii U, PlayStation 3 e Xbox 360. Quest'ultimo videogioco rappresenta una versione migliorata rispetto a Ninja Gaiden 3, che vede l'aggiunta di elementi caratteristici della serie come lo smembramento dei nemici e l'avanzamento del protagonista.

### Riorganizzazione del gruppo

Logo della Koei Tecmo

In seguito all'unione con la Koei e la riorganizzazione delle società, il Team Ninja è stato diviso in due gruppi di lavoro nel 2013: l'Ichigaya Development Group 1 con a capo Hayashi, responsabile delle serie Dead or Alive e Ninja Gaiden, e l'Ichigaya Development Group 2 con a capo Keisuke Kikuchi, responsabile di Project Zero e già capo del Team Tachyon, altro gruppo di sviluppo della Koei Tecmo.
Il Team Ninja ha continuato lo sviluppo di port e remake nel 2013, con Ninja Gaiden Sigma 2 e Dead or Alive 5 Plus per PlayStation Vita, Dead or Alive 5 Ultimate e Dead or Alive 5 Ultimate: Arcade per PlayStation 3, Xbox 360 e arcade. Un nuovo progetto, sviluppato con Omega Force, è Toukiden: The Age of Demons per PlayStation Vita e PlayStation Portable, un videogioco d'azione in cui lo scopo è cacciare dei mostri zoomorfi. Una versione migliorata, Toukiden: Kiwami, è stata pubblicata per PlayStation Vita, PlayStation Portable e nel 2015 per PlayStation 4.

### Collaborazioni con Comcept, Spark Unlimited e Nintendo
Nel 2014 sono state portate avanti due collaborazioni importanti: la prima ha prodotto Yaiba: Ninja Gaiden Z, spin-off di Ninja Gaiden per PlayStation 3, Xbox 360 e Windows. Il videogioco è stato sviluppato dal Team Ninja, dalla Comcept di Keiji Inafune e dalla Spark Unlimited e rappresenta l'unione di due generi molto diversi: i ninja e gli zombie.
Il Team Ninja ha collaborato nuovamente con la Nintendo per lo sviluppo del videogioco d'azione Hyrule Warriors, un crossover fra le serie The Legend of Zelda e Dynasty Warriors. Hisashi Koinuma dell'Omega Force e Hayashi del Team Ninja hanno curato lo sviluppo del gioco come produttori, supervisionati dal produttore della serie di Zelda Eiji Aonuma, mentre la Nintendo si è occupata dalla pubblicazione.

### Progetti recenti
Nel 2015 è stato pubblicato Dead or Alive 5 Last Round, ultima versione di Dead or Alive 5, per PlayStation 3, PlayStation 4, Xbox 360, Xbox One e Windows. Inoltre il gruppo di sviluppo ha iniziato a lavorare con la Square Enix su Dissidia Final Fantasy NT, remake per arcade e PlayStation 4 dell'omonimo videogioco del 2008 e spin-off della serie Final Fantasy. Si tratta di un videogioco di combattimento tridimensionale che potrebbe utilizzare lo stesso motore grafico di Dead or Alive 5 Last Round.
Nel 2016 viene pubblicato Hyrule Warriors Legends per Nintendo 3DS, port di Hyrule Warriors, mentre l'anno successivo esce il videogioco d'azione Nioh a cui seguirà un sequel, Nioh 2, nel 2020. Nel 2023 viene pubblicato Wo Long: Fallen Dynasty, nel 2024 esce Rise of the Ronin in collaborazione con Sony. Nel 2013 cominciarono a circolare le prime voci su un sequel di Ninja Gaiden 3 e di Dead or Alive Xtreme 2, ma è solo nel 2025 che arriva l'annuncio ufficiale di Ninja Gaiden 4, in co-sviluppo con PlatinumGames. Sempre nel 2025 viene pubblicato Ninja Gaiden 2 Black, una versione rimasterizzata in Unreal Engine 5 del gioco originale.

## Videogiochi

### Sviluppati per Tecmo
- Dead or Alive (1996) - Arcade, Saturn, PlayStation, PlayStation Portable, PlayStation 3
  - Dead or Alive ++ (1998) - Arcade
  - Dead or Alive 1 Ultimate (2004) - Xbox
- Dead or Alive 2 (1999) - Arcade, Dreamcast, PlayStation 2
  - Dead or Alive 2 Millennium (2000) - Arcade
  - Dead or Alive 2: Hardcore (2000) - PlayStation 2, PlayStation 3
  - Dead or Alive 2 Ultimate (2004) - Xbox
- Dead or Alive 3 (2002) - Xbox
  - Dead or Alive Online (2008) - Windows
- Dead or Alive Xtreme Beach Volleyball (2003) - Xbox
- Ninja Gaiden (2004) - Xbox
  - Ninja Gaiden Black (2005) - Xbox
  - Ninja Gaiden Sigma (2007) - PlayStation 3
- Dead or Alive 4 (2005) - Xbox 360
- Dead or Alive Xtreme 2 (2006) - Xbox 360
- Ninja Gaiden Dragon Sword (2008) - Nintendo DS
- Ninja Gaiden 2 (2008) - Xbox 360

### Sviluppati per Koei Tecmo
- Ninja Gaiden Sigma 2 (2009) - Playstation 3
  - Ninja Gaiden Sigma 2 Plus (2013) - PlayStation Vita
- Dead or Alive Paradise (2010) - PlayStation Portable
- Metroid: Other M (2010) - Wii (con Nintendo SPD e D-Rockets)
- Dead or Alive Dimensions (2011) - Nintendo 3DS
- Ninja Gaiden Sigma Plus (2012) - PlayStation Vita
- Ninja Gaiden 3 (2012) - Xbox 360, PlayStation 3
  - Ninja Gaiden 3: Razor's Edge (2012) - Wii U, Xbox 360, PlayStation 3
- Dead or Alive 5 (2012) - Xbox 360, PlayStation 3
  - Dead or Alive 5 Plus (2013) - PlayStation Vita
  - Dead or Alive 5 Ultimate (2013) - Xbox 360, PlayStation 3
  - Dead or Alive 5 Ultimate: Core Fighters (2013) - Xbox 360, PlayStation 3
  - Dead or Alive 5 Ultimate: Arcade (2013) - Arcade
  - Dead or Alive 5 Last Round (2015) - Xbox 360, PlayStation 3, Xbox One, PlayStation 4, Windows
  - Dead or Alive 5 Last Round: Core Fighters  (2015) - Xbox One, PlayStation 4
- Toukiden: The Age of Demons (2013) - PlayStation Vita, PlayStation Portable (con Omega Force)
  - Toukiden: Kiwami (2014) - PlayStation Vita, PlayStation Portable, PlayStation 4 (con Omega Force)
- Yaiba: Ninja Gaiden Z (2014) - PlayStation 3, Xbox 360, Windows (con Spark Unlimited)
- Hyrule Warriors (2014) - Wii U (con Omega Force)
  - Hyrule Warriors Legends (2016) - Nintendo 3DS (con Omega Force)
- Dissidia Final Fantasy NT (2015) - Arcade
- Nioh (2017) - PlayStation 4, PlayStation 5, Windows
- Nioh 2 (2020) - PlayStation 4, PlayStation 5, Windows
- Stranger of Paradise: Final Fantasy Origin (2022) - PlayStation 4, PlayStation 5, Xbox Series X/S, Xbox One, Windows (con Square Enix)
- Wo Long: Fallen Dynasty (2023) - Xbox Series X/S, PlayStation 4, PlayStation 5, Windows
- Rise of the Rōnin (2024) - PlayStation 5 (con Sony XDEV)
- Ninja Gaiden 2 Black (2025) - Xbox Series X/S, PlayStation 5, Windows
- Ninja Gaiden 4 (2025) - Xbox Series X/S, PlayStation 5, Windows (con PlatinumGames)

### Progetti abbandonati
- Dead or Alive Code: Cronus - Xbox 360[4]
- Project Progressive - Xbox 360[4]
- Ninja Gaiden 3DS - Nintendo 3DS[26]